# Beamdog
Beamdog é uma desenvolvedora e distribuidora canadense de jogos eletrônicos fundada em 2009 pelo co-fundador da BioWare, Trent Oster, e pelo ex-programador líder da BioWare, Cameron Tofer. O serviço de distribuição da Beamdog foi lançado em julho de 2010. em 2022 foi comprada pela Aspyr.

## História
A Beamdog foi fundada em 2009 por Trent Oster e Cameron Tofer. Possui funcionários em locais nos Estados Unidos, Austrália, Rússia e o Reino Unido.
Overhaul Games é uma divisão da Beamdog. Originalmente, fazia parte da Beamdog, mas após o lançamento de MDK2 para Wii, um estúdio discreto foi fundado para trabalhar em MDK2 HD. O nome Overhaul Games foi escolhido para refletir o trabalho da empresa no MDK2 HD, já que eles transformaram o jogo em um jogo de próxima geração. Desde 2012, a equipe de revisão também lançou várias edições aprimoradas de jogos do Infinity Engine.[carece de fontes?]

## Jogos
- MDK2 Wii (2011) - Desenvolvido pela Beamdog, publicado pela Interplay.[carece de fontes?]
- MDK2 HD (2012) - Desenvolvido por Overhaul Games, publicado pela Interplay.[carece de fontes?]
- Baldur's Gate: Enhanced Edition (2012) - Desenvolvido por Overhaul Games, publicado por Beamdog.[5][6]
- Baldur's Gate II: Enhanced Edition (2013) - Desenvolvido por Overhaul Games, publicado por Beamdog.[carece de fontes?]
- Icewind Dale: Enhanced Edition (2014) - Desenvolvido por Overhaul Games, publicado por Beamdog.[carece de fontes?]
- Baldur's Gate: Siege of Dragonspear (2016) - Desenvolvido e publicado pela Beamdog[carece de fontes?]
- Planescape: Torment: Enhanced Edition (2017) - Desenvolvido por Overhaul Games, publicado pela Beamdog.[carece de fontes?]
- Neverwinter Nights: Enhanced Edition (2018) - desenvolvido e publicado pela Beamdog[carece de fontes?]
- Axis & Allies Online (TBA) - Desenvolvido e publicado pela Beamdog.[7]

Além disso, a Beamdog também oferece trilhas sonoras oficiais para jogos para download, bem como versões "digital deluxe" com a trilha sonora original e trilhas adicionais incluídas. Siege of Dragonspear também está disponível em uma edição de colecionador.

## Beamdog Client
Beamdog Client é um software para jogos (semelhante ao Steam), que permite aos jogadores manterem seus jogos atualizados com as últimas correções e melhorias. Ele também permite que os jogadores acessem o conteúdo mais recente da Beamdog, bem como um fórum para testar ou dar feedback do jogo.